# Österreichische Luftstreitkräfte
Siły Powietrzne Austrii (Österreichische Luftstreitkräfte) – jeden z rodzajów Austriackich Sił Zbrojnych. Siły opierają się na 15 samolotach myśliwskich Eurofighter Typhoon.

## Historia
Siły Powietrzne Federalnych Sił Zbrojnych jako osobny rodzaj sił zbrojnych powstały w 1957. Na przestrzeni lat użytkowały one sprzęt od wielu producentów, pochodzący zarówno z krajów NATO (Kanada, Stany Zjednoczone, Wielka Brytania czy Włochy), neutralnych (Szwecja) oraz w latach 50. i 60. XX wieku Układu Warszawskiego (Czechosłowacja i ZSRR). Samoloty dostarczane przez szwedzką firmę SAAB – m.in. Saab J29 Tunnan i Saab J35 Draken – służyły w jednostkach obrony powietrznej kraju do grudnia 2005, a ich lotniska znajdowały się w Linzu-Horsching i Grazu-Thalerhof. 28 samolotów (z 40 dostarczonych) typu Saab 105 pełniło służbę do 2020 roku.
W 2002 roku zapadła decyzja o zakupie 18 myśliwców Eurofighter Typhoon drugiej serii produkcyjnej Tranche 2, ale w 2007 zamówienie zredukowano i w latach 2007–2009 odebrano 15 Eurofighter Tranche 1 Block 2 z czego 6 było nowych, a 9 służyła wcześniej w Luftwaffe. W 2004 roku wypożyczono ze Szwajcarii na okres przejściowy 12 myśliwców F-5 Tiger II, zwrócono je w 2008 roku.
Pozostały sprzęt lotniczy pełni tylko funkcje pomocniczo-transportowe, kontroli powietrznej, dyspozycyjno-łącznikowe oraz szkoleniowe. Do transportu używa się obecnie 3 samolotów Lockheed C-130 Hercules i 8 samolotów Pilatus PC-6B Turbo Porter. Austria użytkuje także śmigłowce: 21 sztuk Alouette III 316B (mają zostać zastąpione przez 36 sztuk AgustaWestland AW169) i 23 sztuki Agusta-Bell 212. Funkcje szkoleniowe spełnia 10 śmigłowców Bell OH-58 Kiowa (również mają być zastąpione przez AW169) i 4 sztuki samolotów Diamond DA40 NG.

## Wyposażenie

### Samoloty
| Zdjęcie                     | Nazwa                   | Pochodzenie                                   | Wersja          | Liczba          | Służba od        | Uwagi                                                                                           |
| Samoloty bojowe             | Samoloty bojowe         | Samoloty bojowe                               | Samoloty bojowe | Samoloty bojowe | Samoloty bojowe  | Samoloty bojowe                                                                                 |
| --------------------------- | ----------------------- | --------------------------------------------- | --------------- | --------------- | ---------------- | ----------------------------------------------------------------------------------------------- |
|                             | Eurofighter Typhoon     | Wielka Brytania · Niemcy · Włochy · Hiszpania | Transza 1       | 15              | 2007             |                                                                                                 |
| Samoloty transportowe       |                         |                                               |                 |                 |                  |                                                                                                 |
|                             | Embraer KC-390          | Brazylia                                      | b.d.            | 0 (planowane 4) | 2026 (planowane) | W 2023 rozstrzygnięto przetarg, planowane podpisanie umowy w 2024.                              |
|                             | Lockheed C-130 Hercules | Stany Zjednoczone                             | C-130K          | 3               | 2003             | Pozyskane z Royal Air Force. Planowane zastąpienie przez 4 samoloty Embraer KC-390 od 2026/2027 |
|                             | Pilatus PC-6            | Szwajcaria                                    | Turbo Porter    | 8               | 1970             |                                                                                                 |
| Samoloty szkolno-treningowe |                         |                                               |                 |                 |                  |                                                                                                 |
|                             | Diamond DA40            | Austria                                       | b.d.            | 4               | 2018             |                                                                                                 |
|                             | Pilatus PC-7            | Szwajcaria                                    | Turbo Trainer   | 16              | 1983             |                                                                                                 |

### Śmigłowce
| Zdjęcie | Nazwa                     | Pochodzenie       | Wersja            | Liczba | Służba od | Uwagi |
| ------- | ------------------------- | ----------------- | ----------------- | ------ | --------- | --- |
|         | AgustaWestland AW169      | Włochy            | AW169B, AW169M.A. | 5      | 2022      | docelowo do 2028 36 egzemplarzy: 12 w wariancie AW169B, 24 w wariancie AW169M.A.                                                                    |
|         | Sikorsky UH-60 Black Hawk | Stany Zjednoczone | S-70A-42          | 12     | 2002      | W tym trzy używane egzemplarze zakupiono od Jordańskich Sił Powietrznych. Docelowo po 2028 24 egzemplarze, które zastąpią śmigłowce Agusta-Bell 212 |
|         | Agusta-Bell 212           | Włochy            | b.d.              | 22     | 1980      | docelowo zastąpione przez Sikorsky UH-60 Black Hawk do 2030                                                                                         |
|         | Bell OH-58 Kiowa          | Stany Zjednoczone | OH-58B            | 10     | 1976      | docelowo zastąpione przez AW169 |

### Systemy przeciwlotnicze
| Zdjęcie | Nazwa                          | Pochodzenie | Wersja | Liczba | Służba od | Uwagi |
| ------- | ------------------------------ | ----------- | ------ | ------ | --------- | --- |
|         | Mistral                        | Francja     | b.d.   | 59     | b.d.      | |
|         | Oerlikon 35-mm-Zwillingskanone | Szwajcaria  | b.d.   | 24     | b.d.      | Zintegrowany z radarem Skyguard. W grudniu 2023 rozpoczęła się modernizacja systemu realizowana przez Rheinmetall. |

### Systemy radarowe
| Zdjęcie | Nazwa                          | Pochodzenie | Wersja | Liczba | Służba od | Uwagi                                                |
| ------- | ------------------------------ | ----------- | ------ | ------ | --------- | ---------------------------------------------------- |
|         | radar Alenia RAT-31S 3D        | Włochy      | b.d.   | 3      | 1983      | Zlokalizowany w Ortsfeste Radarstation Kolomannsberg |
|         | Selenia 3D-Radargerät MRCS-403 | Włochy      | b.d.   | b.d.   | b.d.      |                                                      |

## Wyposażenie historyczne
| Zdjęcie                                          | Nazwa                               | Pochodzenie       | Wersja                        | Liczba          | Lata służby          | Uwagi |
| Samoloty bojowe                                  | Samoloty bojowe                     | Samoloty bojowe   | Samoloty bojowe               | Samoloty bojowe | Samoloty bojowe      | Samoloty bojowe |
| ------------------------------------------------ | ----------------------------------- | ----------------- | ----------------------------- | --------------- | -------------------- | --- |
|                                                  | Northrop F-5 Freedom Fighter        | Stany Zjednoczone | F-5E Tiger II                 | 12              | 2005–2008            | Rozwiązanie pomostowe, leasing od Szwajcarskich Sił Powietrznych jako rozwiązanie pomostowe do czasu dostawy samolotów bojowych Eurofighter Typhoon. Szkolenie pilotów austriackich na samolotach w barwach szwajcarskich rozpoczęło się w 2004. |
|                                                  | Saab J35 Draken                     | Szwecja           | J35Ö, J35Ö Mark 2             | 25              | 1987–2005            | Jeden egzemplarz bez silnika. |
|                                                  | Saab J29 Tunnan                     | Szwecja           | J29F                          | 30              | 1961–1972            | Jedyne, poza Szwecją, siły zbrojne użytkujące ten typ samolotu. |
|                                                  | Saab 17                             | Szwecja           | B17A                          | 1               | 1957–1963            | |
| Samoloty transportowe, łącznikowe i obserwacyjne |                                     |                   |                               |                 |                      | |
|                                                  | CASA CN-235                         | Hiszpania         | 235-300                       | 1               | 2000–2002            | Rozwiązanie pomostowe, leasing do czasu dostawy samolotów transportowych Lockheed C-130 Hercules. |
|                                                  | Short SC.7 Skyvan                   | Wielka Brytania   | Skyvan 3M                     | 2               | 1969–2007            | |
|                                                  | De Havilland Canada DHC-2 Beaver    | Kanada            | L-20                          | 6               | 1960–1976            | |
|                                                  | Cessna L-19 Bird Dog                | Stany Zjednoczone | 305A (7 egz.), 305C (22 egz.) | 29              | 1958–1997            | |
|                                                  | Cessna 182                          | Stany Zjednoczone | 182A (1 egz.), 182B (1 egz.)  | 2               | 1957–1966            | |
|                                                  | Cessna 172                          | Stany Zjednoczone | b.d.                          | 1               | 1957–1958            | |
| Samoloty szkolno-treningowe                      |                                     |                   |                               |                 |                      | |
|                                                  | Saab 105                            | Szwecja           | 105Ö                          | 20              | 1970–2020            | Jedyne, poza Szwecją, siły zbrojne użytkujące ten typ samolotu. Wycofane z użytku bez następcy, a szkolenie pilotów od 2021 odbywa się we współpracy z Aeronautica Militare na samolotach Aermacchi MB-339 oraz Alenia Aermacchi M-346.          |
|                                                  | Saab 91 Safir                       | Szwecja           | 91D                           | 24              | 1964–1993            | |
|                                                  | Fouga CM.170 Magister               | Francja           | b.d.                          | 18              | 1959–1972            | |
|                                                  | North American T-6 Texan            | Stany Zjednoczone | T-6G                          | 10              | 1959–1968            | |
|                                                  | Piaggio P.149                       | Włochy            | P.149D                        | 1               | 1958–1965            | |
|                                                  | De Havilland DH.115 Vampire Trainer | Wielka Brytania   | T.11 (4 egz.), T.55 (5 egz.)  | 9               | 1957–1972            | Zastąpione przez samoloty Saab 105. |
|                                                  | Piper PA-18 Super Cub               | Stany Zjednoczone | PA18-95                       | 9               | 1957–1965            | |
|                                                  | Zlín Z-26 Trenér                    | Czechosłowacja    | 126                           | 4               | 1957–1965            | |
|                                                  | Fiat G.46                           | Włochy            | 4B                            | 5               | 1957–1963            | Używane egzemplarze zakupione od Aeronautica Militare. |
|                                                  | Jakowlew Jak-11                     | ZSRR              | b.d.                          | 4               | 1956–1965            | |
|                                                  | Jakowlew Jak-18                     | ZSRR              | b.d.                          | 4               | 1955–1960            | |
| Śmigłowce                                        |                                     |                   |                               |                 |                      | |
|                                                  | Sikorsky CH-53 Sea Stallion         | Stany Zjednoczone | S-65C-2 / S-65Ö               | 2               | 1970–1981            | Drugi operator tego typu śmigłowców poza Stanami Zjednoczonymi. Oba egzemplarze sprzedano Siłom Powietrznym Izraela w 1981 |
|                                                  | Agusta-Bell AB206                   | Włochy            | AB-206A „Jet-Ranger“          | 13              | 1969–2009            | |
|                                                  | Aérospatiale Alouette III           | Francja           | A316, A319                    | 21              | 1967–2024            | Zastąpione przez AgustaWestland AW169. |
|                                                  | Agusta-Bell AB-204                  | Włochy            | AB-204B                       | 26              | 1963–1982, 1993–2001 | |
|                                                  | Bell H-13 Sioux                     | Stany Zjednoczone | OH-13H                        | 17              | 1960–1967            | |
|                                                  | Aérospatiale Alouette II            | Francja           | SE 3130                       | 16              | 1958–1975            | |
|                                                  | Westland Whirlwind                  | Wielka Brytania   | S-55 Series 2                 | 10              | 1958–1965            | 5 egzemplarzy sprzedano Nigeryjskim Siłom Powietrznym w latach 1964–1965 |
|                                                  | Agusta-Bell 47                      | Włochy            | AB47G-2                       | 9               | 1957–1969            | |
|                                                  | Bell 47                             | Stany Zjednoczone | 47G-2                         | 1               | 1956–1976            | |
| Szybowce                                         |                                     |                   |                               |                 |                      | |
|                                                  | Musger Mg19                         | Austria           | Mg.19A                        | 4               | 1962–1977            | |
|                                                  | Hirth Grunau Baby                   | Niemcy            | IIb                           | 2               | 1959–b.d.            | |